# Subprovinciale stad
Een subprovinciale stad is een stadsprefectuur in Volksrepubliek China die bestuurd wordt door de provincie. Op economisch en justitieel gebied is ze echter onafhankelijk van de provincie.

## Geschiedenis
In 1994 werden zestien stadsprefecturen door de Centrale Organisatiecomité tot subprovinciale steden benoemd. In 1997 werd de Sichuanse subprovinciale stad Chongqing de vierde stadsprovincie van Volksrepubliek China.

## Subprovinciale steden van nu
- Changchun (Jilin)
- Chengdu (Sichuan)
- Dalian (Liaoning)
- Guangzhou (Guangdong)
- Hangzhou (Zhejiang)
- Harbin (Heilongjiang)
- Jinan (Shandong)
- Nanjing (Jiangsu)
- Ningbo (Zhejiang)
- Qingdao (Shandong)
- Shenyang (Liaoning)
- Shenzhen (Guangdong)
- Wuhan (Hubei)
- Xiamen (Fujian)
- Xi'an (Shaanxi)